# Kathleen Innes
Katleen Innes (Reading, 15 gennaio 1883 – Andover, 27 marzo 1967) è stata una pacifista inglese quacchera, presidente della Women's International League for Peace and Freedom.

## Primi anni di vita
Nasce da una famiglia benestante quacchera, suo padre era un medico, sua madre, Sarah, era coinvolta nelle attività della chiesa. Nel 1895, la famiglia si trasferisce a St Mary Bourne, un villaggio dell'Hampshire. È la prima donna della sua famiglia a cercare un'istruzione universitaria, superando gli esami Cambridge con lode. Nel 1907, per completare l'anno di tirocinio, insegna alla St. Katharine's College Practicing School e ottiene al termine il diploma di insegnante all'Università di Cambridge.

## Insegnamento
Inizia a insegnare nel 1910, ma desiderando approfondire la propria istruzione e non potendo conseguire una laurea a causa dell'esclusione delle donne all'università di Cambridge, si iscrive al Cresham College per prepararsi agli esami di ammissione all'Università di Londra. Dopo il completamento di quattro semestri, sotto la supervisione di William Henry Hudson, consegue un diploma in letteratura presso l'Università di Londra.  Nel 1911 pubblica un saggio su Samuel Taylor Coleridge e l'anno successivo uno su Elizabeth Barrett Browning. Entrambi questi lavori sono incoraggiati da William Henry Hudson, che continua ad essere per lei un mentore assicurandole una posizione come assistente per le lezioni della London University Extension lectures. Nel 1912 consegue con lode la laurea in lingue moderne. Dopo aver completato gli studi, inizia ad insegnare in scuole femminili private come Andover, Hampstead, Hendon e Highfield, nonché il Jersey Ladies College .

## Pacifismo
Nel 1914, mentre è in vacanza in Germania, scoppia la prima guerra mondiale e lei ritorna subito in Inghilterra e i fronte al montante clima miltarista ed alla ostilità per la cultura tedesca si avvicina al pacifismo; nel 1915 decide di lasciare l'insegnamento per andare ad assistere i profughi serbi in fuga dopo la ritirata dell'esercito a seguito all'invasione della Serbia ad opera degli eserciti tedesco, austro-ungherese e bulgaro. Si unisce così alle volontarie degli Scottish Women's Hospitals for Foreign Service (SWH) in strada verso Salonicco. Viene assunta come inserviente ma è presto spostata a mansioni superiori data la sua conoscenza delle lingue francese e tedesca. Nell'ambito delle iniziative umanitarie per dare accoglienza ai profughi serbi, parte sono accorti dalla Francia mettendo a disposizione ospitalità per loro a Ucciani, in Corsica; Innes viene inviata là dalla associazione Serbian Relief Fund per organizzare il soccorso a tali profughi e lì rimane fino al 1917 e ne riferisce nell'articolo Con i serbi in Corsica pubblicato in The Contemporary.
Un altro progetto di soccorso a cui partecipata è la raccolta di tettarelle di gomma per l'alimentazione dei bambini da inviare in Germania. Per il suo lavoro di soccorso, viene insignita dell'Ordine di San Sava dalla Serbia.
Al suo ritorno in Inghilterra, trova lavoro a Birmingham nell'Union of Democratic Control, una organizzazione pacifista britannica nata nel 1914, ma vi rimane solo fino al maggio 1918 quando le viene offerto un lavoro come segretaria alla Women's International League for Peace and Freedom (WILPF). Aderisce poi alla Società delle Nazioni e alla Union of Democratic Control. 
Nel 1921 sposa George Alexander Innes,  un collega volontario che aveva conosciuto a Salonicco e con il quale condurrà le sue battaglie pacifiste.  Nel 1922, la coppia si trasferisce a Lewes nel Sussex, dove George lavora come partner in uno studio di ingegneria. Innes si dimette da segretaria londinese del WILPF, ma l'organizzazione la nomina componente del consiglio per evitare di perdere le sue competenze, rendendole quindi necessari frequenti viaggi a Londra. Nel 1924 la coppia torna a Londra e nel 1927 viene eletta vicepresidente della WILPF di Londra. Come componente del Comitato esecutivo internazionale in occasione del Congresso internazionale nel 1928 propugna una forte azione antimiltarista.
Viaggia molto: dal 1926 organizza per diversi anni viaggi per giovani alla Assemblea della Lega delle Nazioni a Ginevra  e presente al 6º congresso internazionale della WILPF nel 1929 a Praga nel 1937 viene eletta diventa terza presidente della WILPF.
Opera come referente della Società delle Nazioni nel consiglio del WILPF e come segretaria della Society of Friends' Peace Committee.
Pubblica molti testi pacifisti e sulla Società delle Nazioni. Nel 1916 pubbliga con la Hogart Press di Leonard e Virginia Wolf, un libro per ragazzi sulla Lega delle nazioni che avrà numerose ristampe. Scrive recensioni di libri e articoli, in diverse riviste quacchere, sul tema della pace e sui problemi sociali: Scrive biografie su Gandhi, Florence Nightingale, Alfred Nobel e altri. Nello stesso tempo, continua a viaggiare in tutta l'Inghilterra tenendo conferenze e presentazioni radiofoniche non solo per la pace, ma anche sul ruolo delle donne nella società.  Nel 1936 si pronuncia contro le sanzioni alla Germania come strumento per evitare la guerra
Nel 1940, durante il massiccio bombardamento di Londra da parte dell'aviaizone tedesca, Innes torna nell'Hampshire. Terminato il conflitto prosegue la sua attività di pacifista e si occupa anche della storia dell'Hampshire e scrive alcuni racconti biblici.
Alcune delle sue critiche letterarie e la sua storia dell'Hampshire hanno continuato a essere ristampate fino agli anni '80 a testimonianza della loro rilevanza a qualità.

## Scritti
- Kathleen Innes, Coleridge and His Poetry, Londra, G. G. Harrap, 1911
- Kathleen Innes, Elizabeth Barrett Browning & her poetry, Londra, G. G. Harrap & Co., 1912.
- (EN) Kathleen Innes, The story of the League of Nations told for young people, Londra, Hogarth Press, 1925.
- (EN) Kathleen Innes, How the League of Nations Works, Londra, Hogarth Press, 1926.
- (EN) Kathleen Innes, The League of Nations and the World's Workers, Londra, The Hogarth Press, 1927.
- (EN) Kathleen Innes, The Reign of Law, Londra, The Hogarth Press, 1929.
- (EN) Kathleen Innes, The Story of Nansen and the League, Londra, Friends Peace Committee, 1932.